# Iumjaagiin Țedenbal
Iumjaaghiin Țedenbal (în mongolă Юмжаагийн Цэдэнбал, n. 1916 - d. 1991) a fost conducătorul comunist al Mongoliei, între anii 1940 și anii 1980. Pe parcursul carierei sale politice, a ocupat funcțiile de prim-ministru, președinte, și secretar general al Partidului Revoluționar al Poporului Mongol.
Deși Țedenbal a devenit secretar general încă din 1940, partidul a continuat să fie dominat de către Horlooghiin Cioibalsan, considerat în general drept echivalentul mongol al lui Iosif Stalin, până la moartea sa din ianuarie 1952.
Amintirea lui Țedenbal în Mongolia este legată de reușita de menținere a unei căi socialiste moderate în Războiul Rece.